# Lopadotemakhoselakhogaleokraniolipsanodrimipotrimmatosilfiokaravomelitokatakekhimenokikhlepikossifofatoperisteralektrionoptokefal·liokinglopeliolagoiosiraiovafetraganopterígon
El lopadotemakhoselakhogaleokraniolipsanodrimipotrimmatosilfiokaravomelitokatakekhimenokikhlepikossifofatoperisteralektrionoptokefal·liokinglopeliolagoiosiraiovafetraganopterígon és un plat culinari fictici esmentat en la comèdia Les assembleistes, datada de l'any 392 aC i escrita pel dramaturg i còmic grec Aristòfanes.
La paraula és una transliteració del grec antic: λοπαδοτεμαχοσελαχογαλεοκρανιολειψανοδριμυποτριμματοσιλφιοκαραβομελιτοκατακεχυμενοκιχλεπικοσσυφοφαττοπεριστεραλεκτρυονοπτοκεφαλλιοκιγκλοπελειολαγῳοσιραιοβαφητραγανοπτερύγων. Consta de 171 caràcters i va aconseguir ser el mot més llarg trobat mai en la literatura segons el Guinness World Records del 1990. El plat és un fricassée amb almenys 16 ingredients dolços i amargs. La versió catalana de l'obra d'Aristòfanes, feta per Manuel Balasch, opta per la traducció descriptiva següent:
| « | […] musclos, salaó, rajades, mosteles, samfaina de deixalles de peix condimentada amb sílfium i formatge, grives banyades en mel, merles, ramers, coloms, pollastres, freginades de mújols, cueretes, colomins, llebres, pastissos en forma d'ala macerats amb vi bullit. | » |

El licor Ouzo ha estat citat com un altre ingredient.